# Кошаркашка репрезентација Централноафричке Републике
Кошаркашка репрезентација Централноафричке Републике представља Централноафричку Републику на међународним такмичењима и под контролом је Кошаркашког савеза Централноафричке Републике  (фр. Fédération Centrafricaine de Basketball).
Њихова највећа достигнућа биле су златне медаље на Афричком првенству 1974. и 1987., као и бронзана медаља 1968. 
Били су прва репрезентација од репрезентација земаља Подсахарске Африке која се квалификовала на Светско првенство у кошарци 1974. на ком су заузеле последње 14. место. Такође су учествовали на Олимпијским играма 1988. где су заузели 10. место.

## Учешћа на међународним такмичењима

### Олимпијске игре
| Година | Пласман | Турнир                | Домаћин |
| ------ | ------- | --------------------- | ------- |
| 1988.  | 10.     | Олимпијске игре 1988. | Сеул    |

### Светска првенства
| Година | Пласман | Турнир                  | Домаћин   |
| ------ | ------- | ----------------------- | --------- |
| 1974.  | 14.     | Светско првенство 1974. | Порторико |

### Афричка првенства
| Година | Позиција         | Турнир                  |
| ------ | ---------------- | ----------------------- |
| 1964.  | Није учествовала | Афричко првенство 1964. |
| 1965.  | Није учествовала | Афричко првенство 1965. |
| 1968.  | 3.               | Афричко првенство 1968. |
| 1970.  | 4.               | Афричко првенство 1970. |
| 1972.  | 4.               | Афричко првенство 1972. |
| 1974.  | 1.               | Афричко првенство 1974. |
| 1975.  | Није учествовала | Афричко првенство 1975. |
| 1978.  | Није учествовала | Афричко првенство 1978. |
| 1980.  | Није учествовала | Афричко првенство 1980. |
| 1981.  | Није учествовала | Афричко првенство 1981. |
| 1983.  | 7.               | Афричко првенство 1983. |
| 1985.  | 5.               | Афричко првенство 1985. |
| 1987.  | 1.               | Афричко првенство 1987. |
| 1989.  | 7.               | Афричко првенство 1989. |
| 1992.  | 6.               | Афричко првенство 1992. |
| 1993.  | Није учествовала | Афричко првенство 1993. |
| 1995.  | Није учествовала | Афричко првенство 1995. |
| 1997.  | 5.               | Афричко првенство 1997. |
| 1999.  | Није учествовала | Афричко првенство 1999. |
| 2001.  | 9.               | Афричко првенство 2001. |
| 2003.  | 5.               | Афричко првенство 2003. |
| 2005.  | 5.               | Афричко првенство 2005. |
| 2007.  | 7.               | Афричко првенство 2007. |
| 2009.  | 6.               | Афричко првенство 2009. |
| 2011.  | 6.               | Афричко првенство 2011. |
| 2013.  | 13.              | Афричко првенство 2013. |
| 2015.  | 14.              | Афричко првенство 2015. |
| 2017.  | 11.              | Афричко првенство 2017. |
| 2021.  | 14.              | Афричко првенство 2021. |

### Афричке игре
- 1991.: